# Винар Василь
Василь Вина́р (1870 — 27 січня 1924) — український педагог, професор Бучацької гімназії, керівник відділу освіти (повітовий шкільний інспектор) Бучацького повіту ЗУНР.

## Життєпис
Народився в 1870 році.
Навчав української та латинської мов. Іноді заступав хворого директора гімназії на початку 1900-х років. Прийняв іспити в учнів Бучацького місійного інституту імені святого Йосафата під час війни восени 1918 року, після чого вони змогли продовжити навчання в гімназії. Діяльний у Бучацькій повітовій філії товариства «Просвіта», був виконувачем обов'язків голови (місце-голова). Разом з іншими діяльними українцями брав участь у встановлення влади української держави — ЗУНР — у листопаді 1918 року. Один із дорадників міського посадника Бучача Климентія Рогозинського. Зазнав переслідувань від польської окупаційної влади: його позбавили роботи, кілька разів ув'язнювали (тюрми Бучача, Чорткова, Станиславова, Тернополя).

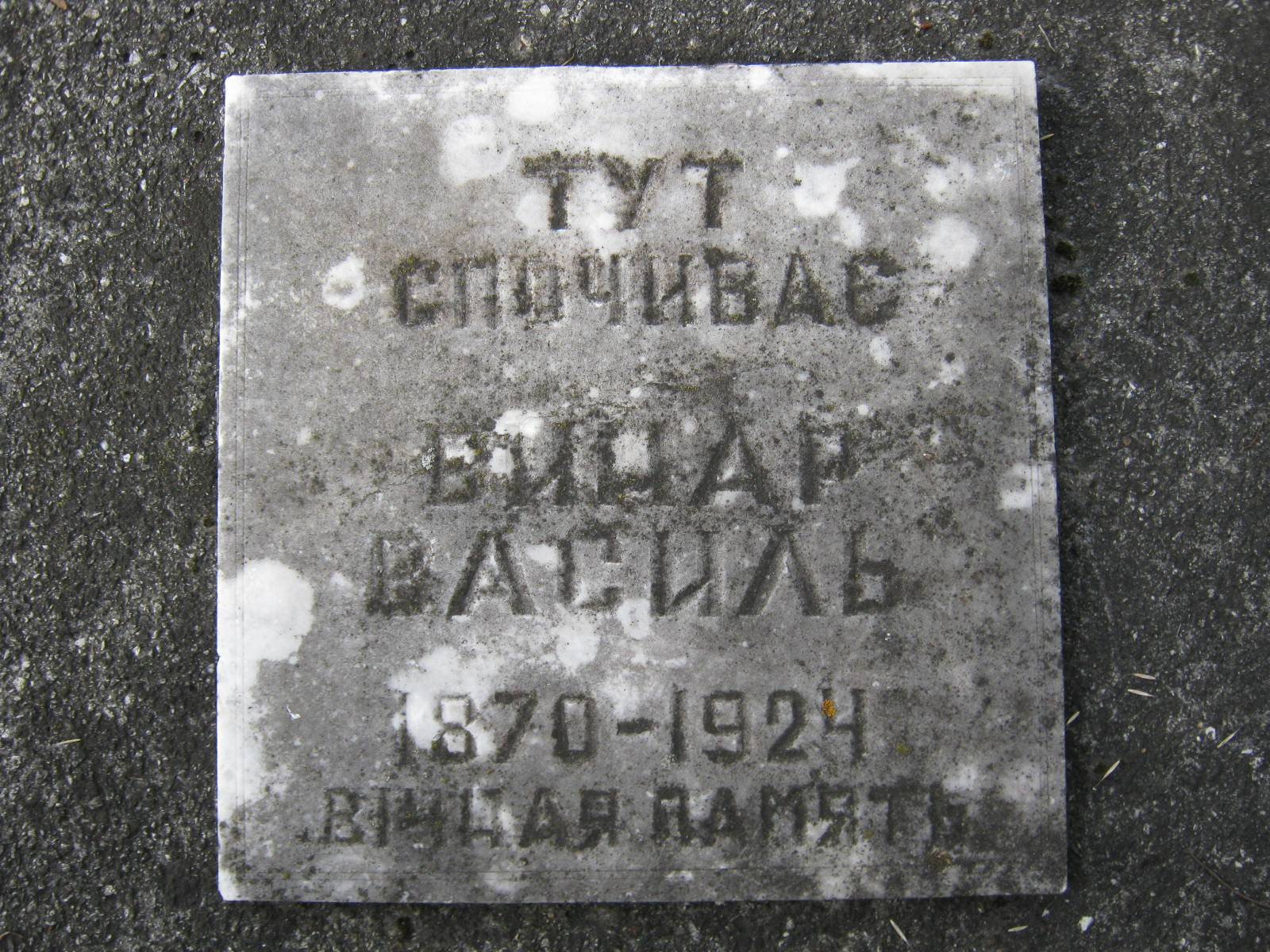

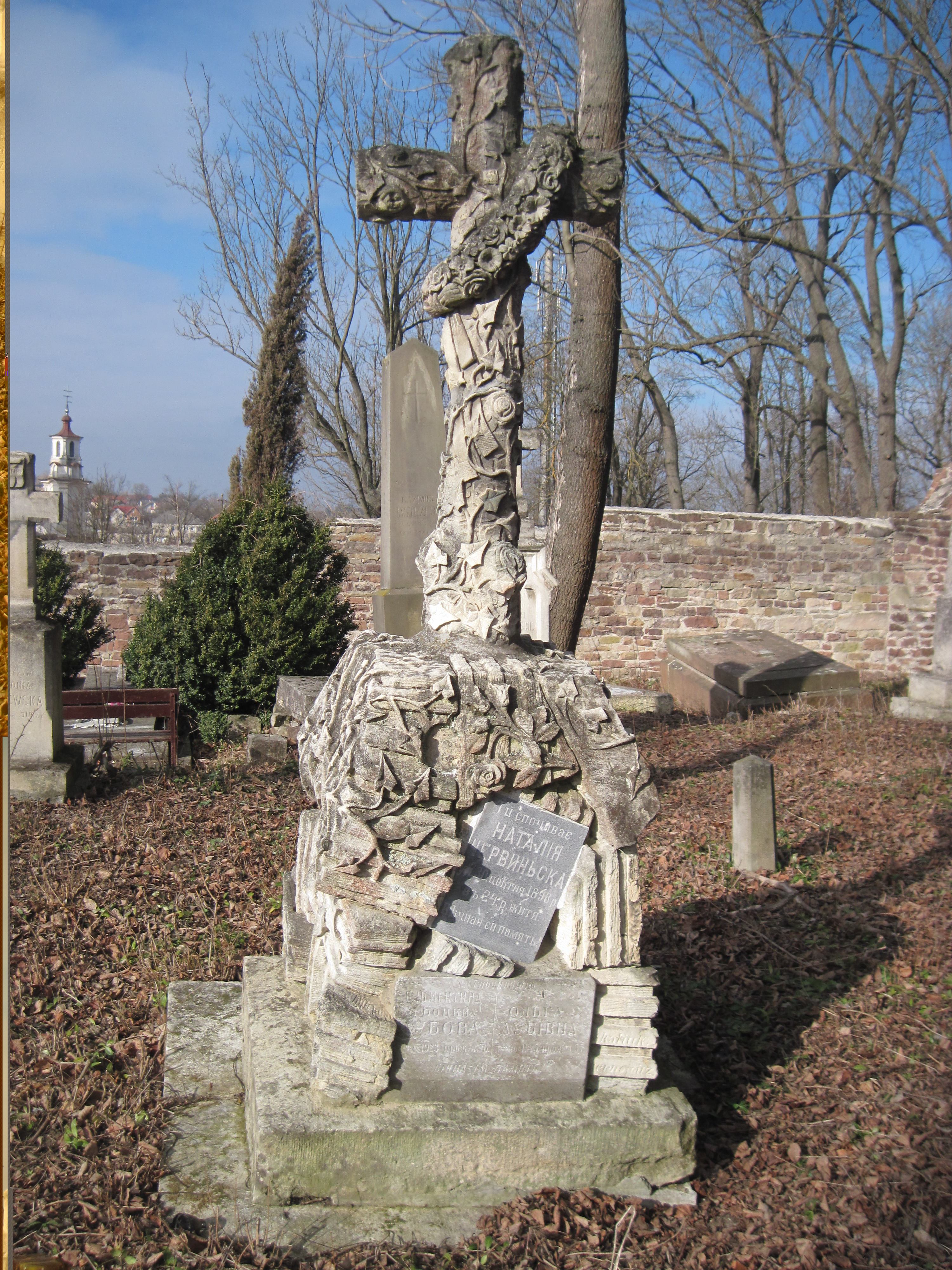
Могила родини Винарів (на задньому плані)

Також викладав українську мову в жіночій учительській семінарії в Бучачі 1924 року.
Помер 27 січня 1924 року на 54-у році життя. Похований на міському кладовищі на горі Федір (родинне поховання, поряд із могилою Софії Ілевич, недалеко від гробниці каноніків Потоцьких).